# روجریو فیدلیس رجیس
روجریو فیدلیس رجیس (به پرتغالی: Rogério Fidélis Régis) مدافع اهل برزیل است که در شهر کمپیناس و در تاریخ ۲۸ فوریهٔ ۱۹۷۶ به دنیا آمده‌است.
روجریو فیدلیس رجیس در تیم‌های فوتبال União São João سابقهٔ حضور دارد.